# Nord-Est (Haïti)
Nord-Est (Haïtiaans-Creools: Nòdès, Nederlandse vertaling: Noordoost) is een van de 10 departementen van Haïti. Het heeft 394.000 inwoners op een oppervlakte van 1600 km². De hoofdstad is Fort-Liberté. 
Het wordt begrensd door de departementen Nord en Centre, door de Dominicaanse Republiek en door de Caribische Zee.

## Geschiedenis

### Verzet
Het noorden van Haïti heeft een geschiedenis van rebellie. Zo kwam het leger van Toussaint Louverture hiervandaan. Ook was er van hieruit veel verzet tegen de bezetting van Haïti door de Verenigde Staten in de jaren '30.

## Grondgebied
Het grondgebied dat nu door het departement Nord-Est wordt ingenomen, behoorde onder de Taíno's tot het cacicazgo Marién.
Na de Haïtiaanse Revolutie is Haïti opgedeeld in drie departementen: Nord (Noord), Ouest (West) en Sud (Zuid). Deze zijn later verder opgesplitst. Het huidige departement Nord-Est maakte deel uit van het departement Nord. Hiervan is eerder het departement Nord-Ouest afgesplitst, en via een wet in 1962 dit departement Nord-Est. Deze wet werd echter pas vanaf de jaren '80 in de praktijk toegepast.

## Indeling
Het departement is opgedeeld in 4 arrondissementen:
1. Fort-Liberté
2. Ouanaminthe
3. Trou-du-Nord
4. Vallières

## Sociaal-economisch[2]

### Algemeen
De jaarlijkse bevolkingsgroei is 5,9% (urbaan), 0,6% (ruraal), totaal: 2,3%. Deze cijfers wijzen op een trek van de platteland naar de stad.

### Landbouw
Het departement bestaat voor een groot deel uit weidse vlakten. Daardoor heeft er altijd veel landbouw plaatsgevonden. Vroeger was een groot deel van het land in handen van blanke planters. Tegenwoordig wordt er veel koffie verbouwd.

### Onderwijs
In 50% van de gemeenten van het departement is de toegang tot basisonderwijs precair. Het analfabetisme in het departement bedraagt 42% voor mannen, 58% voor vrouwen, totaal: 50%.
Voor het primair onderwijs is de bruto scholingsgraad 136%, de netto scholingsgraad 72%. Deze cijfers wijzen op een grote repetitie van schooljaren. Voor het middelbare onderwijs is de bruto scholingsgraad 30% en de netto scholingsgraad 17%.
Van de inwoners van het departement heeft 42% geen enkele scholing afgemaakt, 42% het basisonderwijs, 11% het middelbaar onderwijs en 0% het hoger onderwijs.

### Gezondheid
In 35% van de gemeenten van het departement is de toegang tot basisgezondheidszorg precair. De kindersterfte bedraagt 74,4 op de 1000. In het departement lijdt 22% van de bevolking aan ondervoeding, en 5% aan ernstige ondervoeding.
In 10% van de gemeenten is de toegang tot drinkwater precair. De belangrijkste manieren om aan drinkwater te komen zijn via een publieke waterbron, waterbronnen in de wijk, natuurlijke bronnen of rivieren, of door de aankoop van water.
In 35% van de gemeenten is de toegang tot riolering precair.

### Vrije Zone
Tegenwoordig zijn er plannen om in dit departement een Vrije Zone te vestigen, waar men door belastingsvoordelen de maquiladora-industrie probeert aan te trekken. Hier is veel verzet van boeren tegen, omdat deze Zone gesitueerd zal worden op vruchtbare landbouwgrond.